# Отиаи (станция, Токио)
Станция Отиаи (яп. 落合駅 отиаи эки) — железнодорожная станция на линии Тодзай расположенная в специальном районе Синдзюку, Токио. Станция обозначена номером T-02. Была открыта 16-го марта 1966 года.

## Планировка станции
Одна платформа островного типа и два пути.
| 1 | ○ Линия Тодзай | Отэмати, Ураясу, Ниси-Фунабаси, Тоё-Кацутадай |
| 2 | ○ Линия Тодзай | Накано, Линия Тюо Митака                      |

## Близлежащие станции
| «      |  | Линия        |  | »            |
| ------ |  | ------------ |  | ------------ |
| Накано |  | Линия Тодзай |  | Такаданобаба |